# Fagundes Varella
Luiz Nicolau Fagundes Varela (São João Marcos, 17 de agosto de 1841 – Niterói, 18 de fevereiro de 1875) foi um poeta brasileiro, considerado um dos principais representantes da segunda geração do romantismo no Brasil. Seus poemas enquadravam-se na estética do mal do século e apresentavam um verso melódico e fluido. Escreveu, também, os primeiros poemas contra a escravidão no Brasil. É o patrono da cadeira n. 11 da Academia Brasileira de Letras, fundada por Lúcio de Mendonça.

## Biografia
Varela nasceu no dia 17 de agosto de 1841, em Niterói, filho do Dr. Emiliano Fagundes Varela, juiz da vila de São João Marcos, e de Emília de Andrade. Fez os estudos primários e secundários em Angra dos Reis e Petrópolis, e os preparatórios em São Paulo. Em 1862, ingressou na Faculdade de Direito, mas nunca concluiu o curso.
Contraiu um casamento polêmico com a artista de circo Alice Guilhermina Luande. Seu filho que teve com ela, Emiliano, faleceu aos três meses de idade, e Varela, por conta disso, tornou-se alcoólatra. Em 1866, sua esposa morre também, e o poeta se recolhe na casa de seu pai até 1870, quando se muda com ele para Niterói, onde fica até o fim da vida. Casou-se uma segunda vez com a prima Maria Belisária de Brito Lambert, com quem teve duas filhas e um filho. Frequentando assiduamente as rodas de boêmia intelectual do Rio, faleceu em 17 de fevereiro de 1875, aos 33 anos de idade, por conta de um derrame cerebral.

## Obra
Segundo Antonio Candido, Varela foi "o último dos poetas ultra-românticos de algum valor", acrescentando que ele "levou ao máximo a fluidez cantante do verso rimado e a melodia do decassílabo solto" e criou "alguns dos mais belos poemas do tempo".
O seu poema mais aclamado é o Cântico do Calvário, um longo poema em decassílabos brancos dedicado ao seu primeiro filho morto prematuramente. Segundo Manuel Bandeira, esse poema é "uma das mais belas e sentidas nênias da poesia em língua portuguesa", acrescentando que ele foi o ponto alto de toda a sua obra.
Eras na vida a pomba predileta 

Que sobre um mar de angústias conduzia 

O ramo da esperança. — Eras a estrela 

Que entre as névoas do inverno cintilava 

Apontando o caminho ao pegureiro. 

Eras a messe de um dourado estio. 

Eras o idílio de um amor sublime. 

Eras a glória, — a inspiração, — a pátria, 

O porvir de teu pai! — Ah! no entanto, 

Pomba, — varou-te a flecha do destino! 

Astro, — engoliu-te o temporal do norte! 

Teto, caíste! — Crença, já não vives! — Primeira estrofe do Cântico do Calvário.
Ainda segundo Candido, a sua obra foi "o começo da poesia de solidariedade em relação aos escravos", de maneira que Varela é um precursor da terceira geração do romantismo no Brasil. Essa faceta do poeta encontra-se, por exemplo, no poema O Escravo, um dos seus textos escolhidos pela Academia Brasileira de Letras, que o doutor José Carlos de Freitas classifica como "um verdadeiro réquiem ao escravo que se resignou ante o cativeiro e só encontrou a liberdade no cemitério".
Dorme! Bendito o arcanjo tenebroso

Cujo dedo imortal

Gravou-te sobre a testa bronzeada

O sigilo fatal!

Dorme! Se a terra devorou sedenta

De teu rosto o suor,

Mãe compassiva agora te agasalha

Com zelo e com amor.

Ninguém te disse o adeus da despedida,

Ninguém por ti chorou!

Embora! A humanidade em teu sudário

Os olhos enxugou!

A verdade luziu por um momento

De teus irmãos à grei:

Se vivo foste escravo, és morto... livre

Pela suprema lei!— As duas primeiras estrofes do poema O Escravo.

### Livros
- Noturnas - 1860
- Vozes da América - 1864
- Pendão Auri-verde  - poemas patrióticos, acerca da Questão Christie.
- Cantos e Fantasias - 1865
- Cantos Meridionais - 1869
- Cantos do Ermo e da Cidade - 1869
- Anchieta ou O Evangelho nas Selvas - 1875 (publicação póstuma)
- "Cantos Religiosos" - 1878 (publicação póstuma)
- Diário de Lázaro - 1880 (publicação póstuma)

## Academia Brasileira de Letras
Por instância de Lúcio de Mendonça, foi a sua cadeira nominada em honra a Fagundes Varella. Considerado um dos maiores expoentes das letras no Brasil, um seu busto orna o prédio do silogeu brasileiro.